# Narong Bhornchima
Narong Bhornchima (Thai: ณรงค์ พรฉิม; * 1938) ist ein ehemaliger thailändischer Badmintonspieler.

## Sportliche Karriere
In seiner Heimat siegte Narong Bhornchima erstmals bei den thailändischen Meisterschaften 1959 im Doppel mit Raphi Kanchanaraphi. Ein Jahr später gewann er die Mixedwertung mit Pankae Phongarn. 1966 holte er sich noch einmal den Doppeltitel mit Raphi Kanchanaraphi. 
International gewann er 1965 die Badminton-Asienmeisterschaft im Herrendoppel mit Chavalert Chumkum und holte Silber mit dem Team bei derselben Veranstaltung. Beim Thomas Cup 1961 unterlag er im Finale gegen Indonesien mit der thailändischen Herrenmannschaft und wurde Vizeweltmeister. Bei den All England 1962 verlor er ebenfalls das Finale. Ein Jahr zuvor hatten Kanchanaraphi und Bhornchima Silber bei den Südostasienspielen gewonnen.